# Natpotte
En natpotte er en potte til urin og afføring. Potten benyttes om natten.
Berømte er de natpotter, der efter treårskrigen fabrikeredes med portrætter af de to augustenborgske oprørere i bunden.
Potter kan udføres i porcelæn, metal og plastik. Antallet af samlere af natpotter er stigende, og det afspejles i stigende priser på antikmarkedet.